# Landträskdammen
Landträskdammen är en damm i Martebo socken, ungefär en kilometer söder om Lummelunda kyrka.
Landträsk var ursprungligen en större sjö, som torrlades i samband med utdikningarna av Martebo myr vid mitten av 1800-talet. På den uttorkade sjöbottnen anlades 1976 en 20 hektar stor bevattningsdamm. Dammen kom snabbt att bli ett betydande tillhåll för häckande och rastande fåglar. Redan 1978 observerades ett 15-tal fågelarter som häckade kring dammen, bland annat skäggdopping, svarthakedopping och smådopping.